# Andreas Domjanic
Andreas Domjanic, né en 1995 à Vaduz, est un pianiste classique liechtensteinois.

## Biographie
Andreas Domjanic, né en 1995 à Vaduz, commence à jouer du piano à l'âge de six ans et dès l'âge de onze ans il est admis comme jeune élève du Pre-College de l'Université de musique de Cologne dans la classe d'Arbo Valdma (en).
Il remporte le premier prix avec distinction du Concours suisse des jeunes musiciens(musique de chambre et piano solo) en 2009 et 2011 et il reçoit également divers autres prix.
Depuis 2010, il étudie le piano au Conservatoire d'État de Feldkirch sous l'égide de Milana Chernyavska. Il obtient une bourse d'études de l'Académie internationale de musique du Liechtenstein et y participe à des stages hebdomadaires intensifs. Il suit également des classes de maître avec Arbo Valdma, Gerhard Mantel (de), Milana Chernyavska (en), Bernd Glemser (en) et Karl-Heinz Kämmerling.
En 2012, il intègre l'University of Music and Performing Arts Graz (en), où il remporte son baccalauréat à l'hiver 2014-2015.
Il est le frère de la violoniste Sara Domjanic.

## Discographie
- 2014 : Piano Concertos Grieg et Mozart,  Ars Produktion[3],[4].